# Seleção Bielorrussa de Futebol
A Seleção Bielorrussa de Futebol representa a Bielorrússia nas competições de futebol da FIFA. A sua organização está a cargo da Federação de Futebol da Bielorrússia, pertencente à UEFA.
A seleção bielorrussa teve a sua estreia em 1992, depois da independência do país em decorrência do fim da União Soviética. Antes dessa data, os jogadores de origem bielorrussa jogavam na Seleção da URSS. O maior jogador da história dessa seleção é o meia Alyaksandar Hleb, jogador com passagens pelo Stuttgart, Arsenal e Barcelona.
Chegou perto de disputar a Copa do Mundo de 2002, ficando em 3° lugar no seu grupo nas eliminatórias. Na última rodada, em 06 de Outubro de 2001, perderam para o País de Gales (que não havia vencido nenhuma partida nas eliminatórias até então) em Cardiff por 1-0, gol de John Hartson, perdendo a chance de ir pelo menos a repescagem.

## Desempenho em Copas do Mundo
- 1930 a 1990 – Não entrou, era parte da URSS.
- 1994 a 2022 – Não se classificou.

## Desempenho em Eurocopas
- 1960 a 1992 – Não entrou, era parte da URSS.
- 1996 a 2024 – Não se classificou.

## Uniformes

### Uniformes dos jogadores
- Camisa branca com detalhes vermelhos e verdes nas mangas e na gola, calção e meias brancas;
- Camisa vermelha com detalhes brancos e verdes, calção e meias vermelhas.

| Titular | Reserva |  |

### Uniformes anteriores
- 2014

| Titular | Reserva |  |

- 2013

| Titular | Reserva |

- 2012

| Titular | Reserva |

- 2011-12

| Titular | Reserva |

- 2010-11

| Titular | Reserva |

- 2010

| Titular | Reserva |

- 2009

| Titular | Reserva |

- 2008

| Titular | Reserva |

- 2006

| Titular | Reserva |

- 2004

| Titular | Reserva |

- 2002

| Titular | Reserva |